# Socket P
Il Socket P è il socket di nuova generazione che Intel ha introdotto per le CPU Core 2 Duo Merom utilizzate nella seconda generazione della piattaforma Centrino Duo e nella nuova Centrino Pro Santa Rosa da maggio 2007.
È previsto che il Socket P vada gradualmente a soppiantare il Socket 479 utilizzato sui computer portatili dai Pentium M Banias e Dothan e dal Core Duo Yonah.
I pin di contatto sono 478, e questo ne rende impossibile l'utilizzo con le CPU di precedente generazione. Non è chiaro quali sono i motivi che hanno portato Intel a impedire la compatibilità con il passato, ma non è escluso che questi non possano essere solo di origine commerciale. Se è vero infatti, che il Socket 479 ormai ha una certa età, è pur vero che le affinità tra Merom e Yonah sono molto più significative di quelle presenti tra Yonah e il capostipite dei Pentium M, Banias, ovvero il processore che ha introdotto l'uso del Socket 479 nelle piattaforme mobile; appare quindi possibile che, a livello tecnico, sarebbe stato possibile consentire l'uso del Socket 479 anche con il nuovo bus a 800 MHz introdotto con le versioni di Merom per piattaforma Santa Rosa. D'altra parte, nella controparte desktop, Intel ha portato il Socket 775 ad operare dagli iniziali 800 MHz di BUS fino a 1333 MHz, ed è previsto in futuro anche il BUS a 1600 MHz, sebbene con differenti valori di tensione, che però dipendono dalla motherboard e non dal socket.